# Grenaa Kommune
Grenaa Kommune i Århus Amt blev dannet ved kommunalreformen i 1970. Ved strukturreformen i 2007 indgik den i Norddjurs Kommune sammen med Nørre Djurs Kommune, Rougsø Kommune og den østlige del af Sønderhald Kommune.

## Tidligere kommuner
Inden kommunalreformen blev 2 sognekommuner indlemmet i Grenaa købstad:
| Kommune         | Folketal september 1965 | Byer   |
| --------------- | ----------------------- | ------ |
| Grenaa          | 11.919                  | Grenaa |
| Gammelsogn      | 373                     |        |
| Hammelev-Enslev | 753                     |        |
| I alt           | 13.045                  |        |

Ved kommunalreformen mistede begrebet købstad sin betydning, og yderligere 3 sognekommuner blev lagt sammen med Grenaa købstad til Grenaa Kommune:
| Kommune       | Folketal 1. januar 1970 | Byer               |
| ------------- | ----------------------- | ------------------ |
| Grenaa        | 13.310                  |                    |
| Anholt        | 194                     |                    |
| Lyngby-Albøge | 2.116                   | Lyngby og Trustrup |
| Ålsø-Vejlby   | 2.113                   | Ålsrode            |
| I alt         | 17.733                  |                    |

## Sogne
Grenaa Kommune bestod af følgende sogne:
- Albøge Sogn (Djurs Sønder Herred)
- Anholt Sogn (Djurs Nørre Herred)
- Enslev Sogn (Djurs Nørre Herred)
- Grenaa Sogn (Djurs Nørre Herred) inkl. Gammelsogn
- Hammelev Sogn (Djurs Nørre Herred)
- Hoed Sogn (Djurs Sønder Herred)
- Homå Sogn (Djurs Sønder Herred)
- Lyngby Sogn (Djurs Sønder Herred)
- Vejlby Sogn (Djurs Sønder Herred)
- Ålsø Sogn (Djurs Sønder Herred)

## Borgmestre[5]
| Navn            | Parti             | Periode   |
| --------------- | ----------------- | --------- |
| Aksel H. Hansen | Socialdemokratiet | 1970-1976 |
| Børge Kildal    | Venstre           | 1976-1978 |
| Arne Jessen     | Socialdemokratiet | 1978-1998 |
| Gert Schou      | Socialdemokratiet | 1998-2007 |

## Rådhus
Grenaa har to gamle rådhuse. Det ældste ligger ved siden af Lillegade på Torvet. Det er opført i 1806-08 og blev udvidet i 1987. Det blev fredet i 1919.
Det andet ligger på Nytorv ved Markedsgade. Det blev opført i 1936, og fungerede som rådhus indtil cirka 1980, hvor det nuværende rådhus på Torvet (nord for kirken) blev bygget. 
Siden har bygningen fungeret som dommerhus og sidst har VUC Djursland haft til huse i bygningen.

## Galleri
- Grenaa Rådhus fra 1805 til 1936. (juni 2013)
- Grenaa Rådhus fra 1936 til 1980. (feb. 2022)